# Ryan Jensen
Pour les articles homonymes, voir Jensen.
(en) Statistiques sur pro-football-reference
Ryan Jensen, né le 27 mai 1991 à Rangely au Colorado, est un joueur américain de football américain ayant évolué pendant neuf saisons en National Football League (NFL) au poste de centre.
Après avoir joué pendant quatre saisons au niveau universitaire dans la NCAA Division II pour les ThunderWolves (en) de l'université d'État du Colorado à Pueblo (en), il est sélectionné par la franchise professionnelle des Ravens de Baltimore lors de la draft 2013 de la NFL. Après cinq saisons avec les Ravens, il rejoint les Buccaneers de Tampa Bay mais une grave blessure subie en juillet 2022 met fin à sa carrière.

## Biographie

### Jeunesse
Né à Rangely dans le Colorado, Jensens étudie au lycée Fort Morgan High School où il obtient une sélection dans l'équipe type de son État.

### Carrière universitaire
Jensen intègre l'université d'État du Colorado à Pueblo (en) et joue pour son équipe des ThunderWolves (en) dans la Division II de la NCAA.
Il est sélectionné au terme de sa saison sophomore dans la deuxième équipe de la Rocky Mountain Athletic Conference (en) et dans la deuxième équipe du Colorado de la National Football Foundation (NFC)
Il est classé 5e du Gene Upshaw Award au terme de son année senior.
Jensen est également sélectionné pour participer en 2013 au match opposant Texas à la sélection de la NFC.

### Carrière professionnelle

#### Ravens de Baltimore
Jensen est sélectionné en 203e choix global lors du sixième tour de la draft 2013 de la NFL par la franchise des Ravens de Baltimore.
Libéré par les Ravens le 30 août 2014, il signe le lendemain et intègre leur équipe d'entraînement,. Il est promu dans le noyau principal le 16 décembre 2014
.
Jensen est désigné titulaire pour le poste de centre lors des seize matchs de la saison 2017.

#### Buccaneers de Tampa Bay
Le 19 mars 2018, il signe avec les Buccaneers de Tampa Bay un contrat d'une durée de 4 ans et un montant de 42 millions de dollars, ce qui fait de lui le centre le mieux payé de la NFL,. Le 7 février 2021, il remporte le Super Bowl LV joué contre les Chiefs de Kansas City,. Il faisait partie des trois joueurs de la ligne offensive des Buccaneers à avoir été sélectionné pour le Pro Bowl 2021.
Le 14 mars 2022, Jensen signe une extension de contrat avec Tampa Bay pour un montant de 36 millions de $. Ilse blesse sévèrement au genou le 28 juillet 2022 au cours du camp d'entraînement et est placé sur la liste des réservistes blessés le 1er septembre 2022. Il est réactivé pour le match de Wild Card le 16 janvier 2023 mais ne participe à aucun jeu.
Le 29 août 2023, il est de nouveau inséré dans la liste des blessés après avoir aggravé sa blessure au genou.
Après deux saisons sans jouer, Jensen annonce prendre sa retraite du football américain professionnel le 2 février 2024.